# Všepadly
Všepadly é uma comuna checa localizada na região de Plzeň, distrito de Domažlice.